# Christopher Tye
Christopher Tye (circa 1505 – misschien Doddington, vóór 15 maart 1573) was een Engels componist, dichter en priester. Hij was als organist verbonden aan de kathedraal van Ely en werkte eveneens aan het hof van Eduard VI en Elizabeth I. Benevens sacrale koormuziek zijn van Tye eenendertig consortstukken voor viola da gamba overgeleverd. Het is mogelijk dat hij de muziekleraar van Eduard VI was. In de eenentwintigste eeuw is Tye minder bekend dan zijn tijdgenoot Thomas Tallis, maar hij was een zeer getalenteerd componist, wiens werken in de vorm van populaire volksmelodietjes nog eeuwenlang bekend bleven.

## Levensloop
Vermoedelijk kwam Tye uit de omgeving van Lincolnshire of Cambridgeshire, waar hij tijdens zijn leven actief was. Tye was een veelvoorkomende achternaam in het oosten van Engeland; de bewering van Anthony Wood dat hij uit West-Engeland kwam, is derhalve nergens op gebaseerd.  In het King's College van de Universiteit van Cambridge werd in 1511 en 1512 een koorknaap genaamd Tye vermeld. Om deze reden werd Christopher Tyes geboortejaar voorheen weleens als ‘circa 1497’ verondersteld; waarschijnlijk verwees dit echter naar ene Richard Tye, gestorven in 1545, die evenals Christopher Tye als lay clerk werkzaam was. Zeker is dat Christopher Tye in 1536 in Cambridge de graad van Bachelor of Music behaalde, waarbij vermeld werd dat hij tien jaar lang de muziek bestudeerd had en ervaren was in het componeren. In 1541 werd hij als koormeester van de kathedraal van Ely aangesteld en voor 1543 is bekend dat hij in die functie een jaarsalaris van tien pond ontving. Daar de archieven voor de daaropvolgende jaren verloren zijn gegaan, is niet bekend tot wanneer Tye aan de kathedraal verbonden bleef.
Tye werd doctor in de muziek anno 1545, waarna van hij Cambridge overstapte naar de Universiteit van Oxford in 1548. Omstreeks die periode werd hij waarschijnlijk aan het koninklijke hof geïntroduceerd door de kerkhervormer Richard Cox, die de mentor van Eduard VI was. Sedert de Reformatie werden kerkelijke hymnes in het Engels in plaats van het Latijn geschreven. Cox was een overtuigd anglicaan; na de troonsbestijging van de katholieke Maria I van Engeland vluchtte hij naar Frankfurt. Tye bleef echter in Engeland en componeerde klaarblijkelijk opnieuw in het Latijn. Onduidelijk is of hij gedurende zijn activiteiten aan het hof eveneens in de kathedraal van Ely bleef werken. Zijn In nomines voor gamba-ensembles, waarin hij een hoogstpersoonlijke stijl ontwikkelde, componeerde hij waarschijnlijk in de jaren vijftig van de zestiende eeuw.
In 1558, met de kroning van Elizabeth I, werd het protestantse bewind hersteld en keerde Cox terug om bisschop van Ely te worden. In 1560 wijdde hij Tye eerst tot deken en vervolgens tot priester. Tye gaf zijn post in de kathedraal van Ely op in 1561 en werd opgevolgd door Robert White, die waarschijnlijk zijn dochter Ellen huwde. Als beneficie kreeg hij de gemeente Doddington-cum-March toegewezen, die een van de rijkste in Engeland was. Hij behield deze gemeente tot 1571; twee andere hield hij kortstondig in handen, maar moest hij opgeven omdat hij de kerkbelasting niet betaalde. Zijn opvolger Hugo Bellet werd op 15 maart 1573 aangesteld als dominee van Doddington aangezien Tye toen blijkens het bisschoppelijke register overleden was; er is geen testament van hem overgeleverd.
Tye was vermoedelijk met ene Katherine gehuwd en had ten minste drie kinderen, van wie Peter Tye op frauduleuze wijze rector van de Trinity Church in Ely werd. In deze kerk trouwde Tyes waarschijnlijke dochter Mary in 1560 met Robert Rowley, vader van de toneelschrijver Samuel Rowley, wiens toneelstuk When you see me, you know me uit 1605 een scène bevat waarin Eduard VI de loftrompet over Doctor Tye steekt en suggereert dat ook Hendrik VIII reeds een bewonderaar van zijn muziek was geweest.
Christopher Tye schijnt een ietwat norse man te zijn geweest, die zonder bezwaren zowel voor anglicanen als katholieken werkte en wellicht priester werd omdat dit hem een comfortabel pensioen bood; hij verwaarloosde enigszins zijn kerkelijke functies en was kennelijk meer in muziek geïnteresseerd, waarin hij uitblonk. Volgens een anekdote van Anthony Wood beklaagde koningin Elizabeth zich eens tegenover Tye dat de muziek die hij in haar kapel speelde vals klonk, waarop hij antwoordde dat integendeel haar oren vals waren.

## Werken
Het werk van Christopher Tye is excentriek genoemd. Zeker in zijn instrumentale consortstukken, meestal voor vijf viola’s, experimenteerde hij met sterk uiteenlopende ritmes, hetgeen de uitvoering tot een uitdaging voor de spelers maakt, aangezien een valse maat in contrapunt onmiddellijk opvalt. Sommige van deze stukken dragen dan ook titels als Follow me, Sit fast en Believe me; hiermee bedoelde Tye dat de gambisten hem maar moesten vertrouwen en dat de wirwar van ritmes uiteindelijk zin krijgt indien de werken correct worden uitgevoerd. Zo moet bijvoorbeeld in Sit fast een van de drie uitvoerders negen maten tellen terwijl de andere twee gambisten er twee en vier moeten spelen.
Zoals zijn tijdgenoten John Taverner en John Sheppard maakte Tye gebruik van cantus firmus, waarbij hij variaties op bekende volksmelodieën borduurde. Zijn compositie The Actes of the Apostles uit 1553, opgedragen aan Eduard VI, was veeleer als academische oefening bedoeld dan om daadwerkelijk uitgevoerd te worden; de teksten hiervan schijnt hij zelf vertaald te hebben. Zijn mis Euge Bone voor vijf stemmen is zijn meest vooruitstrevende werk. Zijn Engelstalige kerkmuziek werd waarschijnlijk allemaal tijdens de regering van Eduard VI gecomponeerd, terwijl zijn Latijnse werken uit de periode van Maria I dikwijls opzettelijk archaïsch zijn. In zijn vocale werken concentreerde Tye zich hoofdzakelijk op de melodische structuur van zijn composities; voor de betekenis van de woorden had hij daarbij weinig aandacht.
Als dichter publiceerde Tye in 1569 een rijmende vertaling van een verhaal van Giovanni Boccaccio. De achttiende-eeuwse musicoloog Charles Burney noemde hem een belabberde dichter, maar in zijn tijd een van de beste componisten van Europa.

## Composities voor viola da gamba
In nomines
- Beleve me
- Blamles
- Crye
- Farewell my good 1 for ever
- Follow me
- Free from all
- Howld fast
- I come
- In nomine a 4
- In nomine a 5
- In nomine a 6
- My deathe bedde
- My farrewell
- Rachells weepinge
- Re la re
- Reporte
- Rounde
- Saye so
- Seldom sene
- Surrexit non est hic
- The flatts
- Trust
- Weepe no more Rachell

Andere gambamuziek
- Amavit eum Dominus
- Christus resurgens
- Dum transisset (vier versies)
- Lawdes Deo
- O lux beata Trinitas
- Rubum quem (twee fantasia’s)
- Sit fast
- Sol mi ut